# Phil Palmer

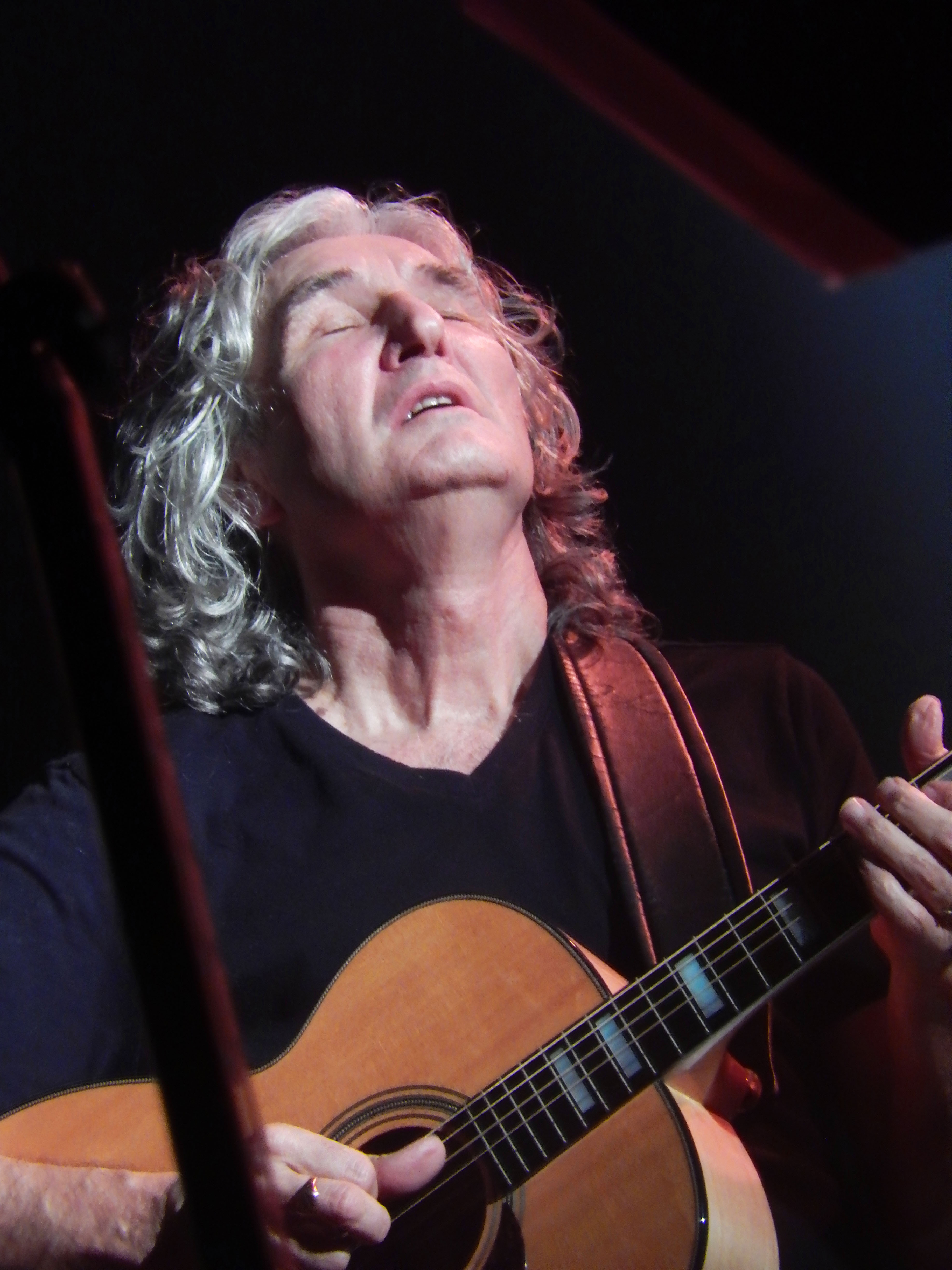
Phil Palmer, 2017

Philip „Phil“ John Palmer (* 9. September 1952 in London, England) ist ein britischer Musiker.
Palmer arbeitete als Sessiongitarrist mit Künstlern wie den Pet Shop Boys, Wishbone Ash (1986 Tour), Joan Armatrading, Eric Clapton, den Dire Straits, Tina Turner, Chris de Burgh, Bryan Adams, Alphaville, George Michael, Pete Townshend und Melanie C zusammen. Er arbeitete oft mit dem Produzenten Trevor Horn. Selbst produzierte er 1996 Justin Haywards Album The View from the Hill, auf dem er auch als Gitarrist mitwirkt.
Im Jahr 1993 gründete er mit Paul Carrack (von Mike & the Mechanics, Gesang und Keyboards), Steve Ferrone (Schlagzeug), Rupert Hine (Produzent und Keyboards) und Tony Levin (Bass) die Band Spin 1ne 2wo. Die fünf Musiker brachten ein Album mit Coverversionen von Rock-Klassikern von Jimi Hendrix, The Who, Led Zeppelin, Blind Faith, Steely Dan und Bob Dylan heraus.
Nach eigenen Angaben Palmers arbeitete er im Laufe seiner Karriere an etwa 500 Alben und 5000 Songs mit. 2015 gehörte er zu der Live-Band von John Illsley auf dessen Europa-Tournee.